# 衣笠城
衣笠城（きぬがさじょう）は、神奈川県横須賀市（相模国三浦郡）衣笠町にあった日本の城（山城※異説あり）。三浦半島中央部に立地する。横須賀市指定史跡。

## 概要
永承6年（1051年）から康平5年（1062年）にかけての前九年の役での戦功により源頼義から相模国三浦に領地を与えられ、当地の三浦氏の祖となったとされる三浦平大夫為通が、康平5年（1062年）、衣笠山山麓に作った居館が衣笠城の始まりである。のちにこの城は三浦氏の本拠地となり、三浦氏が勢力拡大するにあたって増築されていく。
治承4年（1180年）、源頼朝が伊豆で打倒平家を掲げて挙兵すると、三浦義澄は頼朝を支援したが、頼朝は石橋山の戦いに敗れる。頼朝軍と合流できずに引き返した義澄ら三浦一族は平家方の畠山重忠軍と衣笠城合戦に及び衣笠城は落城。父義明は討ち死にし、三浦一族は安房国に逃れる。
その後鎌倉幕府が成立するとこの城はまた三浦氏の本拠となるが、鎌倉時代の宝治元年（1247年）、宝治合戦で三浦党が没落すると廃城となった。

## 「衣笠城」の範囲
2020年（令和2年）現在、衣笠城跡と呼ばれる衣笠山には小規模な公園が整備されているが、当時を思わせる遺構はわずかに井戸、堀跡が残るのみである。しかし城山を境内とする大善寺や義明の墓所である満昌寺など、城跡周辺の寺には三浦一族や衣笠城を偲ばせる事跡が残されている。また平作川に沿って下流の久里浜までのあいだには、衣笠城の支城とされる平作城、大矢部城、小矢部城、佐原城、怒田城などの遺構が残されている。
現在衣笠城は、衣笠山一帯にあった山城と理解されているが、『玉葉』中の「鎌倉城」などのような、中世前期の史料に見える「城」の語の示す範囲について分析した齋藤慎一は、「衣笠城」の実態についても考察した。そして、当時（中世前期）の「城」とは武家が自身の屋敷や一族の墓地・寺社・庶子の屋敷などを構えて日常生活の場とした「武家の本拠地」を表す広い空間的概念であるとし、衣笠城合戦当時の「衣笠城」も山城ではなく、旧三浦氏居館群（滿昌寺や薬王寺など）や墓地（深谷やぐら群）などがある、三浦氏が本拠とした谷戸全域を示している語としている。

## 観光
衣笠城跡と谷をひとつ隔てた隣の山衣笠山公園は桜の名所として知られ、日本さくら名所100選のひとつに選ばれている。
城山への道を先に進むと、大楠山山頂に至る登山道となっている。

## 交通
- 横須賀線（JR東日本）衣笠駅下車→徒歩8分→衣笠十字路バスターミナルより京浜急行バス→衣笠城址バス停下車→徒歩15分
- 京浜急行電鉄本線横須賀中央駅下車→横須賀中央駅バス停4番・5番のりばより京浜急行バス→衣笠城址バス停下車→徒歩15分
- 横浜横須賀道路衣笠IC→衣笠城址前交差点左折
  - 本丸跡は大善寺の裏手。地図に記された衣笠城の位置とはしばしばずれがある。

## 画像集

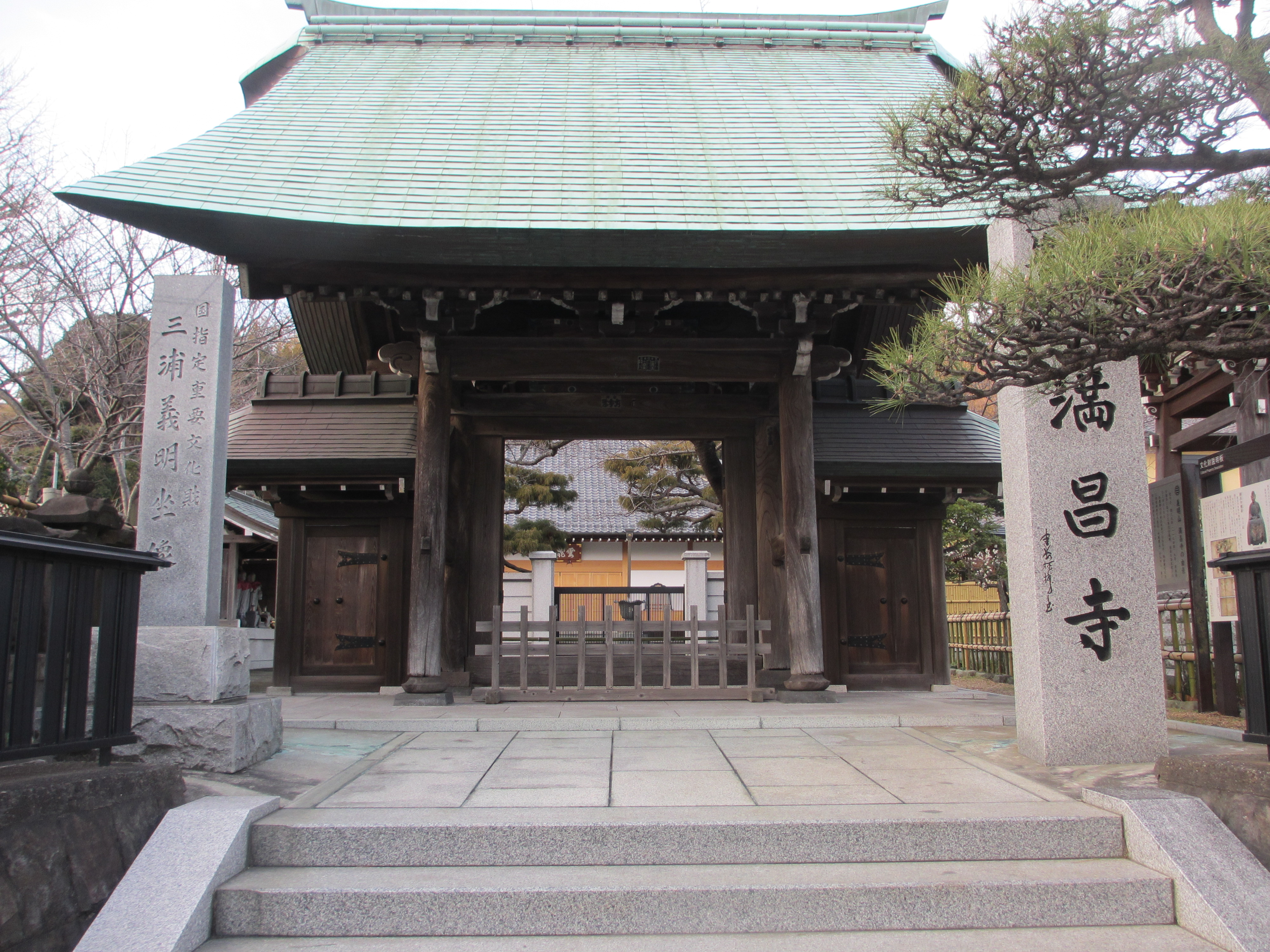
満昌寺（三浦義明公菩提寺、横須賀市大矢部1‐5‐10）
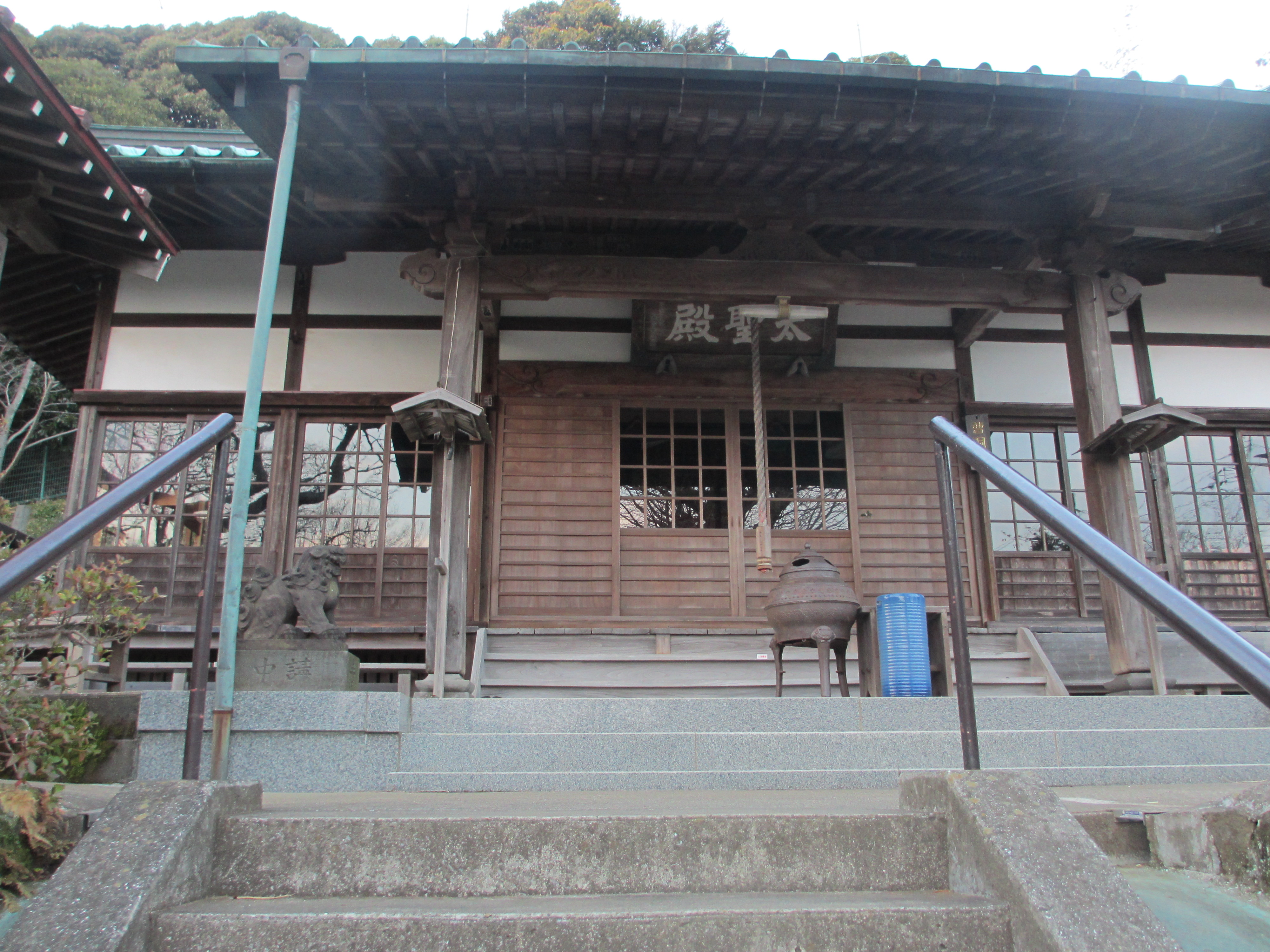
大善寺（横須賀市衣笠町29-1）